# Diaphus effulgens
Diaphus effulgens és una espècie de peix de la família dels mictòfids i de l'ordre dels mictofiformes que es troba a l'Atlàntic, l'Índic i el Pacífic, incloent-hi Austràlia (Nova Gal·les del Sud) i Nova Zelanda.
Els mascles poden assolir 15 cm de longitud total.
És depredat per Pterodroma incerta.
És un peix marí i d'aigües profundes que viu fins als 6000 m de fondària.